# Giulio Cagiati
Giulio Cagiati (ur. w 1863 w Rzymie) – szermierz reprezentujący Królestwo Włoch, uczestnik letnich igrzysk olimpijskich w Londynie w 1908 roku.